# Sechura (město)
Sechura je město v severozápadním Peru. Leží 50 km jižně od města Piura. Je to správní město provincie Sechura v kraji Piura. Město se jmenuje stejně jako poušť Sechura, která se rozkládá od města směrem na jih po celém pobřežnímí Peru.

## Pamětihodnosti
Chrám Sv. Martina z Tours Ve městě je zachovalé starobylé náměstí s barokní katedrálou známou též jako Katedrála pouště. Architektonický klenot koloniální éry. Stavba trvala 50 let, byla vysvěcena v roce 1778. Pod kostelem se nachází síť tunelů.
Monasterio Sagrado Corazón de Jesús Klášter benediktinek.
Museo Etnológico Etnologické muzeum. Moderní stavba, muzeum regionální historie, archeologie a náboženství od prehistorie až po současnost.

## Okolí města
Poušť Sechura Určující ekosystém regionu. Jižně od města leží výrazné písečné srpkovité duny – barchany.
Manglares de San Pedro Mangrovy San Pedro, ekosystém mangrovů, 10 km severozápadně.
Estuario de Virrilá Stanoviště plameňáků, pelikánů, racků v délce asi 25 km na řece Virrila. Nachází se 40 km jižně od města.
Circuito de Playas Illescas Pobřeží a pláže se stanovišti tuleňů a tučňáků Humboldtových.
Oasis Yerba Blanca Oáza v poušti, stanoviště plameňáků.
Salinas de Ramón Saliny, které se nachází 50 km od rybářského přístavu Bayovar.
Lagunas de Ramón y Ñapique Laguny, přírodní vodní rezervace o rozloze 16 km na řece Piura.